# Niki Østergaard
Niki Østergaard (* 21. Januar 1988 in Horsens) ist ein dänischer Radrennfahrer.
Østergaard gewann 2006 eine Etappe bei Liège-La Gleize und konnte so auch die Gesamtwertung für sich entscheiden. Bei der Junioren-Weltmeisterschaft in Spa-Francorchamps wurde er Zweiter im Straßenrennen hinter Diego Ulissi.
Im Erwachsenenbereich fuhr Østergård von 2007 bis 2009 für das dänische Team GLS. 2007 wurde er Vierter bei Lüttich–Bastogne–Lüttich Espoirs. Von 2010 bis Ende Mai 2013 fuhr er für Glud & Marstrand bzw. Team Cult Energy und wurde im Jahr 2012 wurde er mit dieser Mannschaft dänischer Meister im Teamzeitfahren.

## Erfolge
2012
- Dänischer Meister – Teamzeitfahren

## Teams
- 2007 Team GLS
- 2008 Team GLS-Pakke Shop
- 2009 Team Capinordic
- 2010 Glud & Marstrand-LRØ Rådgivning
- 2011 Glud & Marstrand-LRØ
- 2012 Glud & Marstrand-LRØ
- 2013 Team Cult Energy